# 고구려 고분군
고구려 고분군(高句麗 古墳群, Complex of Goguryeo Tombs)은 조선민주주의인민공화국에 있는 고구려 시대의 고분군으로, 조선민주주의인민공화국의 국보이며 유네스코 세계문화유산이다. 평양과 평안남도 남포, 황해남도 안악에 위치한다.
2004년 7월 1일, 유네스코 세계유산 위원회(WHC) 쑤저우(蘇州) 회의에서, 중국 랴오닝성과 지린성에 위치하는 고대 고구려 왕국의 수도와 무덤군(Capital Cities and Tombs of the Ancient Koguryo Kingdom)과 함께 세계유산으로 등록되었다.

## 개요
세계 유산에 등재된 조선민주주의인민공화국의 고구려 유산은 5개 지역 고분 63기(벽화고분 16기 포함)로 구성되어 있다. 강서대묘(江西大墓)를 포함하해 동명왕릉(東明王陵), 쌍영총(雙楹塚), 약수리 고분, 수산리 고분 등이 대표적이다.
안악 3호분처럼 많은 무덤 안에 아름다운 벽화가 있다. 벽화는 10,000여 개의 고구려 고분 중 90곳에서만 발견되는 매우 드문 것으로, 고분군의 주인은 왕족이거나 계급이 높은 귀족일 것으로 여겨진다.

## 목록
| 유네스코 지정번호 | 사진                       | 등록명                                                                        | 소재지              |
| ----------------- | -------------------------- | ----------------------------------------------------------------------------- | ------------------- |
| 1091-001          |                            | 동명왕릉과 진파리 고분군 Tomb of King Tongmyong and' Jinpha-ri group of tombs | 평양직할시 력포구역 |
| 1091-002          |                            | 호남리 사신총 Homam-ri Sasin (Four Deities) Tomb                              | 평양직할시 삼석구역 |
| 1091-003          |                            | 덕화리 고분군 (1,2,3호) Tokhwa-ri Tombs No. 1,2,3                             | 평안남도 대동군     |
| 1091-004          |                            | 강서 삼묘 Kangso Three Tombs                                                  | 남포특별시 강서군   |
| 1091-005          |                            | 덕흥리 고분 Tokhung-ri Tomb                                                   | 남포특별시 강서군   |
| 1091-006          |                            | 약수리 고분 Yaksu-ri Tomb                                                     | 남포특별시 강서군   |
| 1091-007          |                            | 수산리 고분 Susan-ri Tomb                                                     | 남포특별시 강서군   |
| 1091-008          |                            | 룡강대총 Ryonggang Great Tomb                                                 | 남포특별시 룡강군   |
| 1091-009          |                            | 쌍영총 Twin-Column Tomb                                                       | 남포특별시 룡강군   |
| 1091-010          |                            | 안악 1호분 Anak Tomb No. 1                                                    | 황해남도 안악군     |
| 1091-011          | 안악 2호분 Anak Tomb No. 2 |                                                                               | 황해남도 안악군     |
| 1091-012          | 안악 3호분 Anak Tomb No. 3 |                                                                               | 황해남도 안악군     |

## 등록기준
| (ⅰ) | 인간의 창의성으로 빚어진 걸작을 대표할 것 to represent a masterpiece of human creative genius; |
| (ⅱ) | 오랜 세월에 걸쳐 또는 세계의 일정 문화권 내에서 건축이나 기술 발전, 기념물 제작, 도시 계획이나 조경 디자인에 있어 인간 가치의 중요한 교환을 반영할 것 to exhibit an important interchange of human values, over a span of time or within a cultural area of the world, on developments in architecture or technology, monumental arts, town-planning or landscape design; |
| (ⅲ) | 현존하거나 이미 사라진 문화적 전통이나 문명의 독보적 또는 적어도 특출한 증거일 것 to bear a unique or at least exceptional testimony to a cultural tradition or to a civilization which is living or which has disappeared; |
| (ⅳ) | 인류 역사에 있어 중요 단계를 예증하는 건물, 건축이나 기술의 총체, 경관 유형의 대표적 사례일 것 to be an outstanding example of a type of building, architectural or technological ensemble or landscape which illustrates (a) significant stage(s) in human history; |

## 같이 보기
- 고대 고구려 왕국의 수도와 무덤군
- 국원 고구려비
- 고구려의 고분
- 조선민주주의인민공화국의 세계유산

## 링크 보기
- (영어) Complex of Koguryo Tombs, UNESCO World Heritage (고구려 고분군, 유네스코 세계유산)
- (영어) Capital Cities and Tombs of the Ancient Koguryo Kingdom, UNESCO World Heritage (고구려 전기의 도성과 고분, 유네스코 세계유산)